# Stiftskerk (Kleef)

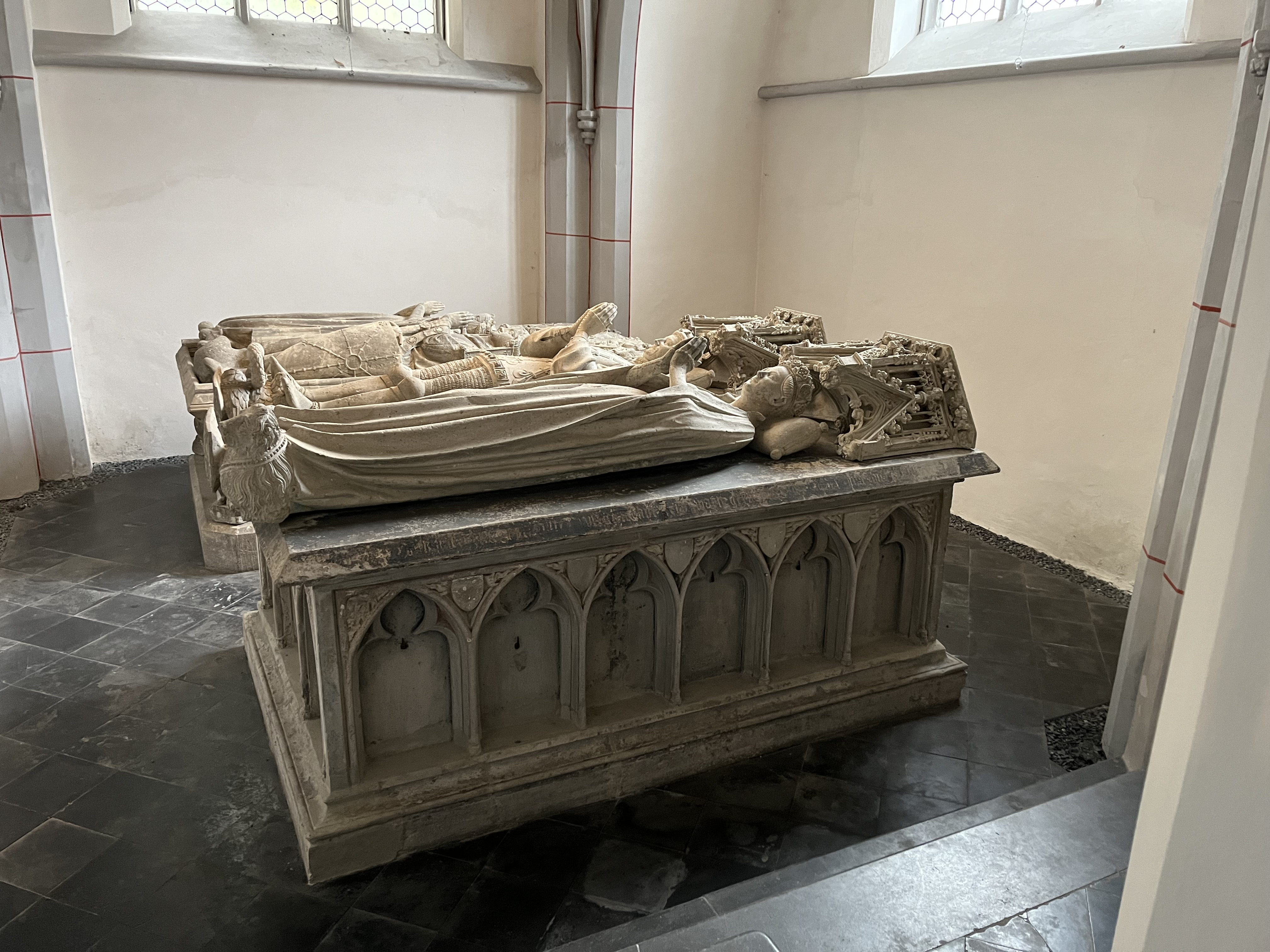
Graftombes van graaf Arnold von Kleve en Ida von Brabant (achter) en graaf Adolf I von Kleve-Mark en Margarete von Berg (voor).

De Stiftskerk (Duits: Stiftskirche) is een proosdijkerk en de parochiekerk van de Duitse grensstad Kleef. De kerk heeft het patrocinium van Maria-Tenhemelopneming.

## De parochie
Reeds in het jaar 1170 werd bij de burcht van Kleef een kerk vermeld. Deze kerk bleef bij de stichting van de stad in 1242 vooralsnog buiten de stadsmuren. In de benedenstad werd vanaf 1425 een filiaalkerk gebouwd, waarbij zich een Minorietenklooster vestigde. Tot de secularisatie was deze Minorietenkerk onderdeel van het Mariastift. In 1924 werd de benedenstadskerk een zelfstandige parochie, de parochie van de Ontvangenis van Maria. In 1967 werden deze parochiekerk en de stiftskerk tegelijkertijd tot proosdijkerk verheven. Sindsdien draagt de pastoor de titel proost. In 2005 werden beide kerken samen met drie andere kerken tot de nieuwe parochie Sint-Maria-Hemelvaart samengesmeed.

## Het stift
In 1334 stichtte graaf Diederik IX van Kleef een Mariastift op zijn burcht Monterberg bij Kalkar. Samen met zijn broer Jan van Kleef verplaatste hij het stift in 1341 naar Kleef. Tijdens de reformatie veranderde er weinig, maar bij het binnentrekken van de Franse revolutietroepen in 1794 leed de kerk zware schade. In het kader van de secularisatie werd het stift in 1803 opgeheven en de kerk een gewone parochiekerk.

## Geschiedenis
De oude parochiekerk van Kleef was een romaans, drieschepige basiliek van tufsteen. Na de verplaatsing van het Mariastift van Monterberg naar Kleef legde graaf Diederik op 12 augustus 1341 de eerste steen voor gotische nieuwbouw. De graaf werd in 1347 in het nog niet voltooide koor begraven. Het koor werd in 1356 gewijd, het kerkschip kwam gereed in 1394 en ten slotte de westelijke gevel met de beide torens.
Tijdens de Tweede Wereldoorlog werd de eeuwenoude kerk door bombardementen van de Royal Air Force volledig vernietigd. Van 1951 tot 1956 werd de kerk herbouwd, vooralsnog zonder het torenfront. Naar historisch voorbeeld werd de wederopbouw van de torens in 1969 afgesloten.

## Kunstwerken
Bijzonder bezienswaardig zijn het gerestaureerde Marialaltaar in het hoogkoor van Henrik Douvermann en het Kruisaltaar in het rechter zijschip, dat omstreeks het midden van de 16e eeuw in Antwerpen ontstond. Verder is het epitaaf in het koor van het rechter zijschip, de hertogelijke grafkelder, de noordelijke voorhal, een gotische piéta, een grafleggingsmonument uit 1500 en het celebratiealtaar vermeldenswaardig. Er zijn twee kruiswegen; één op koper geschilderd en één van eikenhout.
Aan de buitenmuur bevindt zich een gedenkteken voor Leni Valk, een joods meisje uit Goch dat op 5-jarige leeftijd vlak voor het uitbreken van de oorlog door een vriend van haar ouders naar Boxmeer werd gebracht, en vandaar uit alleen verder reisde met een kaartje om haar hals waarop het geschreven verzoek stond het kind verder naar de bestemming Leeuwarden te helpen, waar een oom aan het Molenpad 71 woonde. Leni Valk kwam veilig aan bij haar oom, maar werd na het uitbreken van de oorlog na een verblijf in Westerbork op 9-jarige leeftijd op transport gesteld naar Sobibór, waar zij op 21.05.1943, de dag van aankomst, werd vergast.

## Orgel
Het orgel van de stiftskerk werd in 1992 door het Oostenrijkse bedrijf Rieger Orgelbau uit Schwarzach gebouwd. Het sleeplade-instrument heeft 45 klilnkende registers, verdeeld over drie manualen en pedaal. De speeltracturen en koppelingen zijn mechanisch, de registertractuur elektrisch.